# Возницький Андрій Вадимович
Андрій Вадимович Возницький (нар. 22 вересня 1975, м. Львів) — український художник, скульптор. Внук мистецтвознавця Бориса Возницького.

## Життєпис
Андрій Возницький народився 22 вересня 1975 року у відомій мистецькій родині. Знайомство Андрія з мистецтвом розпочалося змалечку, коли він починав домальовувати власні малюнки до репродукцій картин у художніх альбомах. У юнацькі роки захоплювався творами відомих британських скульпторів Генрі Мура та Барбари Хепуорт, одного із засновників стилю абстрактної скульптури — французького скульптора румунського походження Костянтина Бранкузі, а також французького художника-абстракціоніста, скульптора і поета німецького походження Жана Арпа.
У 1990 році Андрій вступив до Львівського державного училища прикладного мистецтва імені Івана Труша на відділення скульптури, яке закінчив у 1994 році. Згодом продовжив навчання у Львівській національній академії мистецтв, де познайомився з майбутньою дружиною Олесею – художницею та керамісткою, родом із Закарпаття. 
Після завершення навчання Андрій та Олеся переїжджають до Ужгорода, спільно працюють над різними проєктами, в тому числі над дизайном інтер'єрів та зовнішнього середовища, паралельно працюють над скульптурою. Також митець пробує себе в живописі.
У 2012 році разом з дружиною Олесею створив майстерню з виробництва керамічних об'єктів NaturaCeramica. В даний час працює над серією структурних панно «Переродження», що складаються з деревного вугілля, глини та інших натуральних матеріалів.
У 2015 році за скульптурний твір «Роздуми» Андрій Возницький став лауреатом Закарпатської обласної премії імені Йосипа Бокшая та Адальберта Ерделі в галузі образотворчого та декоративно-ужиткового мистецтва.
Роботи подружжя Андрія та Олесі Возницьких беруть участь у багатьох вітчизняних виставках. Одні з нещодавніх — виставки творчого проекту «Прощавай, Слово!…», що відбулися у 2017 році в Ужгороді та у 2018 році в Києві. За словами куратора проєкту Тараса Табаки — дискурс між комунікацією та інформацією, практика усамітнення та відмова від менторства, рух у напрямку нової чуттєвості в контексті глобальних мереж — такими є основні теми і акценти творчого проєкту.
Сам скульптор так розповідав про одну з двох представлених на виставці робіт: «Це — «Темна матерія», й задум створити такий просторовий об'єкт прийшов давно, напевно, він корениться в моїх дитячих захопленнях палеонтологією. Можливо, комусь цей твір нагадує череп динозавра, комусь — спіраль Всесвіту, але в контексті загальної ідеї виставки робота нагадує передісторію людства і змушує глядача замислився над минулим, прийдешнім і тим, куди ми рухаємося, чи тим шляхом ідемо?».
У 2018 році скульптурні та живописні твори Андрія Возницького брали участь у новому мистецькому проєкті «Lviv Art Days», створеному за аналогом світових тижнів мистецтва, з метою презентації та промоції українських художників у рамках міжнародних мистецьких заходів, що відбуваються у Львові.
Твори митця зберігаються в численних приватних колекціях як в Україні, так і у Великобританії, Бельгії, США та інших країнах.

## Праці
Аналіз природних форм Андрій Возницький вважає підґрунтям для створення декоративної та монументальної пластики, вкладаючи в роботу енергію динаміки та статики, намагаючись вести діалог з оточуючим світом. Абстрактні форми, жіночі та чоловічі фігури об'єднує певна система формотворення. Автор створює скульптури з бетону та дерева, але улюбленим матеріалом є бронза. Саме вона спроможна нести всі ті зобов’язання, які задає автор і повною мірою відтворювати ідеї та задуми митця. Наразі художник працює над серіями робіт, які є свого роду автобіографічними сповідями, де відображаються внутрішні емоційні переживання, зокрема, в творах серії «Тягар». Нижче переличені деякі праці митця:.
- 1992 — «Споглядаюча місяць» (бронза; 50×24 см).
- 1995 — «Чоловіча фігура» (бронза; 53×20 см).
- 1996 — меморіальна таблиця Володимирові Свідерському у с. Білий Камінь, Золочівського району, Львівської області[3].
- 2011 — «Заплітаюча косу» (бронза; 65×25 см).
- 2011 — «Об'єднання з природою» (бронза; 70×22 см).
- 2011 — «Європа» (бронза; 63×72 см).
- 2011 — «Жіноча фігура» (бронза; 110×28 см).
- 2011 — «Роздуми» (бронза; 40×34 см).
- 2011 — «Чоловіча фігура» (бронза; 120×32 см).
- 2012 — «Жіноча фігура» (бронза; 32×31 см).
- 2013 — «Риба» (бронза; 74×56 см).
- «Відпочинок», «Лучник», «Тягар».
- 2021 — обвуглена скульптура з дерева, що нагадує дракона в польоті для ресторану паназійської кухні «Buddha-Bar New York» в престижному мікрорайоні Трайбека на Нижньому Мангеттені у Нью-Йорку[4].